# Libnotes sentifera
Libnotes sentifera là một loài ruồi trong họ Limoniidae. Chúng phân bố ở miền Australasia.